# ペネロピ (競走馬)
ペネロピ (Penelope) は19世紀初頭に活躍したイギリスの競走馬、繁殖牝馬。馬名はギリシア神話に登場する人物「ペーネロペー」に由来。全妹にポーン (Pawn) 、半弟妹にパラソル (Parasol) 、ポープ（Pope、Waxy Pope。ダービーなど）、ペリス （Pelisse。オークスなど）、ほかの兄弟も繁殖馬として大成したものが多数いる。
競走馬としてはジョッキークラブプレート、キングズプレート2回など、出走した大半の競走に勝利した。クラシック競走への出走はなかったが、同世代の牝馬でダービーにも勝ったエレノアにも勝利している。
繁殖馬としても影響が大きく、ホエールボーン（Whalebone。ダービー）、ウィスカー（Whisker。ダービー）、フィズギグ（Whizgig。1000ギニー）、ウォーフル (Woful) 、ウェブ (Web) などの産駒がいる。そのほかの産駒も成功し、ペネロピは1号族o分枝の祖となった。
なお、第3代グラフトン公爵は、馬名を付ける際に兄弟すべての頭文字をそろえるこだわりがあったのか、本馬の兄弟はすべて「P」（パウンやパラソルの産駒もほぼすべて頭文字が「P」）、産駒は13頭すべて「W」から始まる。息子の第4代グラフトン公爵にもこの傾向があり、1世代下がったフィズギグ (Whizgig) の産駒は「O」、ワイヤーWireの産駒は「V」になっている。

## 血統表
| ペネロピの血統(Snap S4×M3=18.75%、Godolphin Arabian S5×S5×M5×M5=12.5%、Partner S5×S5×M5×M5=12.5%、Blank 4×4=12.5%(母内)) | ペネロピの血統(Snap S4×M3=18.75%、Godolphin Arabian S5×S5×M5×M5=12.5%、Partner S5×S5×M5×M5=12.5%、Blank 4×4=12.5%(母内)) | ペネロピの血統(Snap S4×M3=18.75%、Godolphin Arabian S5×S5×M5×M5=12.5%、Partner S5×S5×M5×M5=12.5%、Blank 4×4=12.5%(母内)) | （血統表の出典）     | （血統表の出典） |
| 父 Trumpator 1782 青 | 父の父Conductor 1767 栗                                                                                                  | Matchem 1748 鹿 | Cade                 | Cade             |
| 父 Trumpator 1782 青 | 父の父Conductor 1767 栗                                                                                                  | Matchem 1748 鹿 | Partner Mare         |                  |
| 父 Trumpator 1782 青 | 父の父Conductor 1767 栗                                                                                                  | Snap Mare 1762 | Snap                 | Snap             |
| 父 Trumpator 1782 青 | 父の父Conductor 1767 栗                                                                                                  | Snap Mare 1762 | Diana                |                  |
| 父 Trumpator 1782 青 | 父の母Brunette 1771 黒鹿                                                                                                 | Squirrel 1754 | Traveller            | Traveller        |
| 父 Trumpator 1782 青 | 父の母Brunette 1771 黒鹿                                                                                                 | Squirrel 1754 | Grey Bloody Buttocks |                  |
| 父 Trumpator 1782 青 | 父の母Brunette 1771 黒鹿                                                                                                 | Dove 1764 鹿 | Matchless            | Matchless        |
| 父 Trumpator 1782 青 | 父の母Brunette 1771 黒鹿                                                                                                 | Dove 1764 鹿 | Starling Mare        |                  |
| 母 Prunella F1-e 1788 鹿                                                                                                 | 母の父Highflyer 1774 鹿                                                                                                  | Herod 1758 鹿 | Tartar               | Tartar           |
| 母 Prunella F1-e 1788 鹿                                                                                                 | 母の父Highflyer 1774 鹿                                                                                                  | Herod 1758 鹿 | Cypron               |                  |
| 母 Prunella F1-e 1788 鹿                                                                                                 | 母の父Highflyer 1774 鹿                                                                                                  | Rachel 1763 鹿 | Blank                | Blank            |
| 母 Prunella F1-e 1788 鹿                                                                                                 | 母の父Highflyer 1774 鹿                                                                                                  | Rachel 1763 鹿 | Regulus Mare         |                  |
| 母 Prunella F1-e 1788 鹿                                                                                                 | 母の母Promise F1-d 1768 黒鹿                                                                                             | Snap 1750 黒鹿 | Snip                 | Snip             |
| 母 Prunella F1-e 1788 鹿                                                                                                 | 母の母Promise F1-d 1768 黒鹿                                                                                             | Snap 1750 黒鹿 | Fox Mare             |                  |
| 母 Prunella F1-e 1788 鹿                                                                                                 | 母の母Promise F1-d 1768 黒鹿                                                                                             | Julia 1756 鹿 | Blank                | Blank            |
| 母 Prunella F1-e 1788 鹿                                                                                                 | 母の母Promise F1-d 1768 黒鹿                                                                                             | Julia 1756 鹿 | Partner Mare 1-a     |                  |